# Копа Америка
Копа Америка (на испански: CONMEBOL Copa América) е футболен турнир, в който участват националните отбори на страни от Южна Америка и поканени отбори от други континенти.
Представлява първенство по футбол на Южна Америка и има характер на континентален шампионат (съответства на Европейското първенство по футбол). 
Първото състезание се състои през 1910 г. в Аржентина, още преди основаването на КОНМЕБОЛ, затова не е бил признато официално. Първият признат турнир се провежда през 1916 г., като домакин е отново Аржентина, а победител е тимът на Уругвай. Това е най-старият футболен турнир за национални отбори. От 1917 г. турнирът получава названието „Шампионат на Южна Америка за национални отбори“ (исп. Campeonato Sudamericano de Selecciones). Изключение от това име са турнирите през 1935, 1941, 1945, 1946, 1956 и вторият през 1959 г., но и те са признати официално от КОНМЕБОЛ.
От 1916 до 1975 година шампионатите се играят нередовно. Понякога е имало случаи, когато държави изпращат на турнира вторите си състави или младежките отбори. Най-често се провеждат първите 12 турнира – всяка година или през година до 1929 г., когато следва втората по големина пауза в историята на турнира – 6 години. Най-малкият интервал е между март и декември 1959 г., когато се провеждат 2 турнира. Най-голямата пауза е 8 години между турнирите през 1967 и 1975 г. Дотогава всеки следващ турнир се е състоял в различна държава. От 1975 г. състезанието има ново име „Копа Америка“. Първенствата през 1975, 1979 и 1983 година се провеждат по друга система: не се играе турнир в някоя определена страна, а на всички стадии съперниците се срещат два пъти при разменено гостуване – като домакини и гости. От 1987 година отново се провежда турнир в една страна. 

Най-много домакинства на състезанието има Аржентина – 9, следвана от Уругвай и Чили по 7 и Перу – 6 пъти.
До 1935 г. в шампионата участват от 3 до 5 отбора, най-често 4. Броят им постепенно нараства. От 1975 г. в Копа Америка участват 10 страни от КОНМЕБОЛ: Аржентина, Боливия, Бразилия, Венецуела, Еквадор, Колумбия, Парагвай, Перу, Уругвай, Чили. През 1993 г. за пръв път участват поканени страни извън континента Южна Америка – САЩ и Мексико, която става постоянен участник до 2016 г. От 1993 година участват 2 поканени отбора. На турнира са играли също така Япония (1999), Хондурас (2001), Коста Рика (1997, 2001, 2004) и САЩ (1993, 1995, 2007, 2016 г.)
Последната титла на Уругвай е на „Копа Америка 2011“, когато първенството се провежда в Аржентина. Уругвайците отстраняват домакините с 6:5 след дузпи (1:1 в редовното време). Пропускът за Аржентина прави Карлос Тевес, като дузпата му бива спасена от стража на „урусите“ Фернандо Муслера. На финала Уругвай побеждават с 3:0 Парагвай и повеждат класирането по спечелени купи.
Турнирът през 2016 г. се провежда след интервал 1 година от предходния за втори път след 59 години (от 1957) и за първи път извън Южна Америка (в САЩ) по случай 100-годишнината на състезанието. В него участват и 6 поканени отбора от Северна и Централна Америка (КОНКАКАФ): САЩ, Мексико, Коста Рика, Хаити, Панама и Ямайка. Така юбилейният турнир, наречен Копа Америка Сентенарио, се превръща в първенство на Америка. Печели се от Чили.
Следващите турнири са предвидени в Аржентина и Колумбия през 2020 и в Еквадор през 2024 г. Шампионатът за 2020 г. е отложен и се провежда през 2021 г. в Бразилия, след като Аржентина и Колумбия се отказват по санитарни причини. Отборите в надпреварата са 10. На финала на 47-ото първенство на стадион Маракана на 10 юли 2021 г. играят Аржентина и Бразилия. Отборът на Аржентина побеждава с 1:0, след гол на Анхел ди Мария в 22-та минута и става настоящият носител на купата. 
Рекордьор по шампионски титли е отборът на Аржентина с 16 титли. С победата през 2021 г. аржентинците изравняват дотогавашния рекорд на уругвайците за най-много трофеи от турнира – 15 отличия. През 2024 г. Копа Америка се провежда в САЩ, като участниците са 16: 10 от КОНМЕБОЛ и 6 от КОНКАКАФ. На финала на 48-ото първенство на стадион Хард Рок на 15 юли 2024 г. Аржентина защитава титлата си, като побеждава Колумбия с 1:0 след продължения и изпреварва Уругвай по спечелени купи. Победния гол вкарва Лаутаро Мартинес в 112-та минута и става голмайстор на турнира с 5 гола. 
Рекордът за най-много спечелени медали е на Аржентина – 35 (16 златни, 15 сребърни и 4 бронзови), следвана от Уругвай – 31 (15 зл., 6 ср. и 10 бр.) и Бразилия – 28 (9 зл., 12 ср. и 7 бр.).
До 2024 г. включително са проведени 48 първенства. С най-много участия е тимът на Уругвай – 46, следван от Аржентина – 44, Чили – 41, Парагвай – 39, Бразилия – 38 и др. До 2021 г. Уругвай е изиграл най-много мачове – 212, пред Аржентина – 208. Въпреки че е участвал на 2 турнира по-малко и е изиграл 4 мача по-малко от Уругвай, отборът на Аржентина има 54 точки повече от него и е спечелил най-много точки в Копа Америка – 439, втори е Уругвай с 385, а трета – Бразилия с 368. Отборът на Аржентина е с най-много победи – 132, пред Уругвай – 115 и Бразилия със 109; той е отбелязал рекордните 483 гола, следван от Бразилия – 435 и Уругвай – 421; има най-добра голова разлика – (+300), пред Бразилия (+229) и Уругвай – (+195) както и най-висока успеваемост в мачовете – 73,8 %, втора е Бразилия – 66,41 %, а трети – Уругвай с 63,68 %.

## Шампиони
| Шампиони | Държава   | Години                                                                                              |
| -------- | --------- | --------------------------------------------------------------------------------------------------- |
| 16 пъти  | Аржентина | 1921, 1925*, 1927, 1929*, 1937*, 1941, 1945, 1946*, 1947, 1955, 1957, 1959*, 1991, 1993, 2021, 2024 |
| 15 пъти  | Уругвай   | 1916, 1917*, 1920, 1923*, 1924*, 1926, 1935, 1942*, 1956*, 1959, 1967*, 1983, 1987, 1995*, 2011     |
| 9 пъти   | Бразилия  | 1919*, 1922*, 1949*, 1989*, 1997, 1999, 2004, 2007, 2019*                                           |
| 2 пъти   | Парагвай  | 1953, 1979                                                                                          |
| 2 пъти   | Чили      | 2015*, 2016                                                                                         |
| 2 пъти   | Перу      | 1939, 1975                                                                                          |
| 1 път    | Колумбия  | 2001*                                                                                               |
| 1 път    | Боливия   | 1963*                                                                                               |

(*) – победител като страна-домакин на турнира